# Клоппенбург (район)
Клоппенбург (нем. Cloppenburg) — район в Германии. Центр района — город Клоппенбург. Район входит в землю Нижняя Саксония. Занимает площадь 1418,18 км². Население — 159 002 чел. Плотность населения — 109,7 человек/км².
Официальный код района — 03 4 53.
Район подразделяется на 13 общин.

## Города и общины
1. Барсель (12 423)
2. Бёзель (7 562)
3. Каппельн (6 804)
4. Клоппенбург (31 522)
5. Эмстек (11 402)
6. Эссен (8 125)
7. Фризойте (20 447)
8. Гаррель (12 577)
9. Ластруп (6 665)
10. Линдерн (4 662)
11. Лёнинген (13 244)
12. Мольберген (7 886)
13. Затерланд (12 896)
14. Зевельтен (1803)